# Heteropterys syringifolia
Heteropterys syringifolia är en tvåhjärtbladig växtart som beskrevs av August Heinrich Rudolf Grisebach. Heteropterys syringifolia ingår i släktet Heteropterys och familjen Malpighiaceae. Utöver nominatformen finns också underarten H. s. pilgeri.